# Pegognaga
Pegognaga là một đô thị tại tỉnh Mantova trong vùng Lombardia của Italia, có vị trí cách khoảng 140 km về phía đông nam của Milano và khoảng 20 km về phía nam của Mantova. Tại thời điểm ngày 31 tháng 12 năm 2004, đô thị này có dân số 6.862 người và diện tích là 46,7 km².
Đô thị Pegognaga có các frazioni (các đơn vị trực thuộc, chủ yếu là các làng) Galvagnina, Polesine, và Sacca.
Pegognaga giáp các đô thị: Gonzaga, Moglia, Motteggiana, San Benedetto Po, Suzzara.